# محافظة توين كوانغ
محافظة توين كوانغ  ( بالفيتنامية : Tuyên Quang ) هي إحدى محافظات فيتنام. وتقع في شمال شرق.

## روابط إضافية
- Official Site of Tuyen Quang Government